# R.550 Magic
R.550 Magic (viết tắt của Missile Auto-Guidé Interception et Combat) là một loại tên lửa không đối không tầm ngắn do một công ty của Pháp tên là Matra phát triển vào năm 1965 để cạnh tranh với loại tên lửa không đối không tương tự của Mỹ là AIM-9 Sidewinder.

## Phát triển
Tên lửa R.550 được thiết kế là loại tên lửa không đối không tầm ngắn có đầu dò hồng ngoại và có khối lượng nhẹ hơn loại tên lửa trước đó là R.530. Trong quá trình thử nghiệm diễn ra vào ngày 11 tháng Một năm 1965, một chiếc Gloster Meteor đã bắn thử nghiệm tên lửa R.550 Magic và tiêu diệt mục tiêu bay Nord CT20.
Tên lửa được đưa vào sản xuất hàng loạt từ năm 1967, và được triển khai trong Không quân và Hải quân Pháp.
Không quân Argentine cũng nhận được tên lửa "Magic 1" đi kèm với máy bay chiến đấu Mirage IIIEA và từng tham chiến trong Chiến tranh Falkland năm 1982. Sau khi chiến tranh kết thúc, Hải quân Argentine cũng có tên lửa "Magic 1" đi kèm với máy bay chiến đấu Super Etendards.
Phiên bản nâng cấp Magic 2, thay thế cho phiên bản nguyên mẫu vào năm 1986. Đã có tổng cộng 11.300 tên lửa Magic (7.000 tên lửa Magic 1 và 4.000 tên lửa Magic 2) đã được chế tạo; chúng cũng được Pháp xuất khẩu, và nổi tiếng nhất là trong các cuộc chiến của Iraq và Hy Lạp.
Tên lửa Magic hiện vẫn còn được sử dụng trên các máy bay chiến đấu Dassault Rafale, Dassault Mirage 2000, F-16, Sea Harrier (FRS51), MiG-21 Lancer, Super Étendard, Mirage F1, Mirage 5, và Mirage III. Tuy nhiên, tên lửa R.550 đã được thay thế bằng tên lửa MBDA MICA. Pháp đã bán cho Đài Loan 480 tên lửa Magic để sử dụng trên các tiêm kích Mirage 2000.
Tên lửa không đối không PL-7 là phiên bản thiết kế đảo ngược của Trung Quốc đối với tên lửa R.550 Magic 1.

## Mô tả

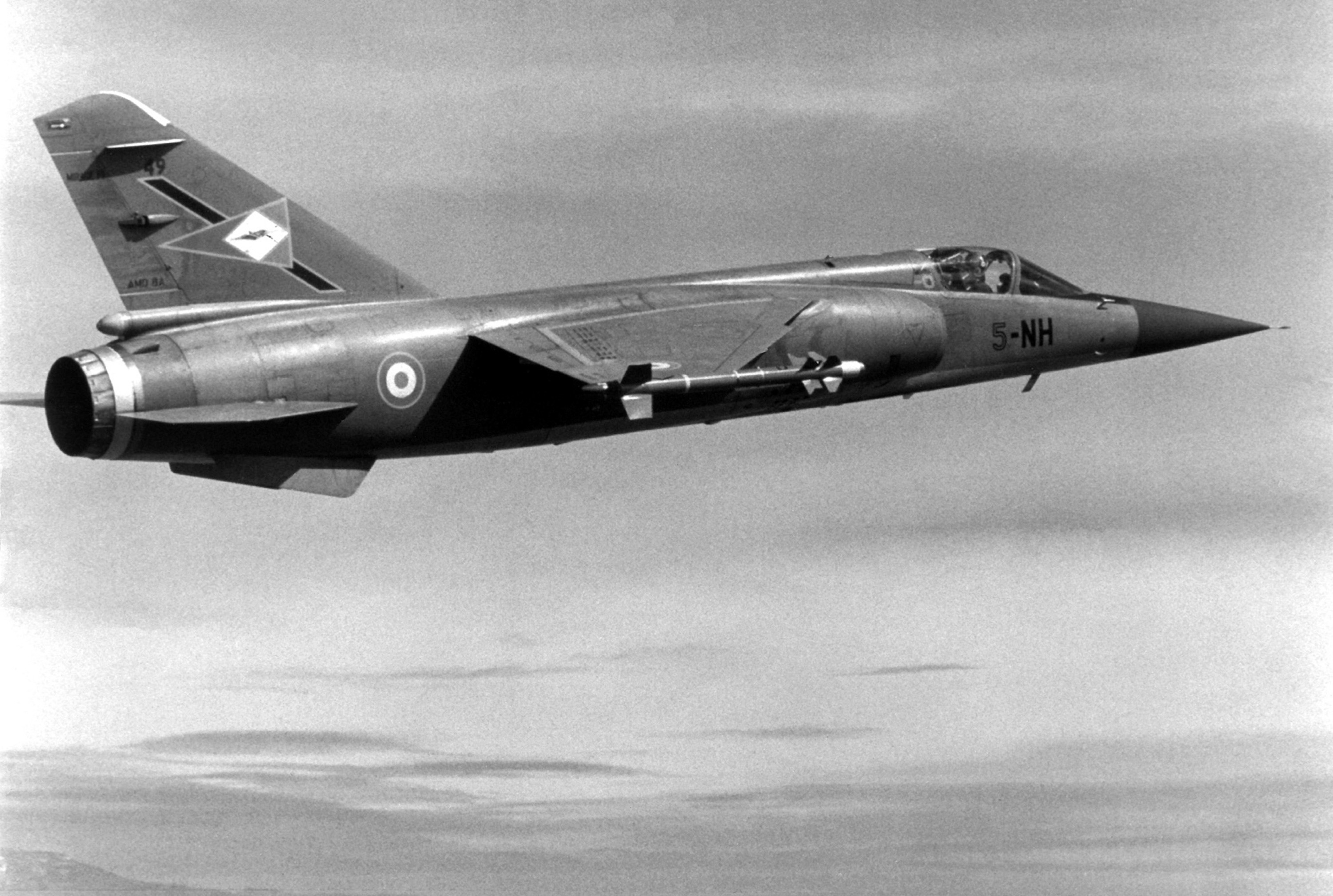
Một chiếc Mirage F1C với trang bị tên lửa R.550 Magic dưới cánh, ảnh chụp năm 1985

Tên lửa Magic có bốn cánh cố định, bốn cánh vây có thể di chuyển  ở đuôi tên lửa. Tên lửa có đường kính lớn hơn tên lửa Sidewinder (đường kính 5 inch- 127 mm). Tên lửa sử dụng động cơ nhiên liệu rắn Romeo và có chế độ bắn và quên nhờ hệ thống dẫn đường hồng ngoại được làm lạnh. Đầu dò hồng ngoại sử dụng chì lưu huỳnh mang lại cho nó độ nhạy cao và khả năng miễn nhiễm với nhiễu từ mặt đất hoặc nhiễu loạn nhiệt. Tên lửa có thể theo dõi mục tiêu thông qua thông tin được truyền đi (trước khi phóng) bởi hệ thống radar của máy bay, hệ thống chỉ định mục tiêu gắn trên mũ bảo hiểm, hệ thống quan sát quang điện tử hoặc chỉ đơn thuần là hướng tên lửa vào mục tiêu và sau đó được phóng (cho phép đầu dò hồng ngoại quay tự do trên gimbal tên lửa).
Tên lửa không có tốc độ phóng tối thiểu, giúp cho nó hoàn toàn có khả năng phóng từ trực thăng vốn có tốc độ bay thấp hơn máy bay chiến đấu nhiều. Tên lửa sử dụng pin bạc-kẽm để cung cấp năng lượng cho thiết bị điện tử.
Tên lửa có đầu đạn nổ văng mảnh nặng 13 kg có khả năng điều chỉnh, sử dụng ngòi nổ cận đích. Đầu đạn được đưa vào trạng thái kích hoạt 1,8 giây sau khi phóng, do đó tên lửa có tầm bắn tối thiểu WEZ (Weapon Employment Zone) là 0,3 kilomet (0,18 dặm). Tên lửa sử dụng động cơ nhiên liệu rắn một tầng đẩy, giúp tên lửa tăng tốc lên vận tốc Mach 3 đối với tên lửa Magic 1 và Mach 2 đối với tên lửa Magic 2. Tên lửa có thể được trang bị trên bất kỳ máy bay nào được thiết kế để phóng tên lửa AIM-9 Sidewinder. Nếu tên lửa bắn trượt, nó sẽ tự hủy sau 26 giây.
Mặc dù tên lửa này được coi là tên lửa không chiến tiêu biểu vào những năm 1980 nhưng nó đã lỗi thời so với tiêu chuẩn ngày nay. Nhà sản xuất đã thiết kế tên lửa Magic 2 với đầu dò hồng ngoại AD3633 có khả năng giao chiến với mục tiêu từ mọi góc độ (Đầu dò trên tên lửa Magic 1 khiến nó chỉ có thể bắn đuổi từ phía sau mục tiêu). Magic 1 có vòm trong suốt ở mũi, trong khi Magic 2 mờ đục. Magic 2 cũng giảm được thời gian chuẩn bị trước khi phóng tên lửa.
Đầu dò hồng ngoại trên tên lửa có giới hạn gimbal là 30 độ, nghĩa là nó chỉ có thể theo dõi mục tiêu ở góc 30 độ so với tầm nhìn của nó. Tên lửa R.550 Magic 1 có khả năng cơ động với quán tính 35 g và Magic 2 có khả năng cơ động ở 50 g.

## Các nước sử dụng

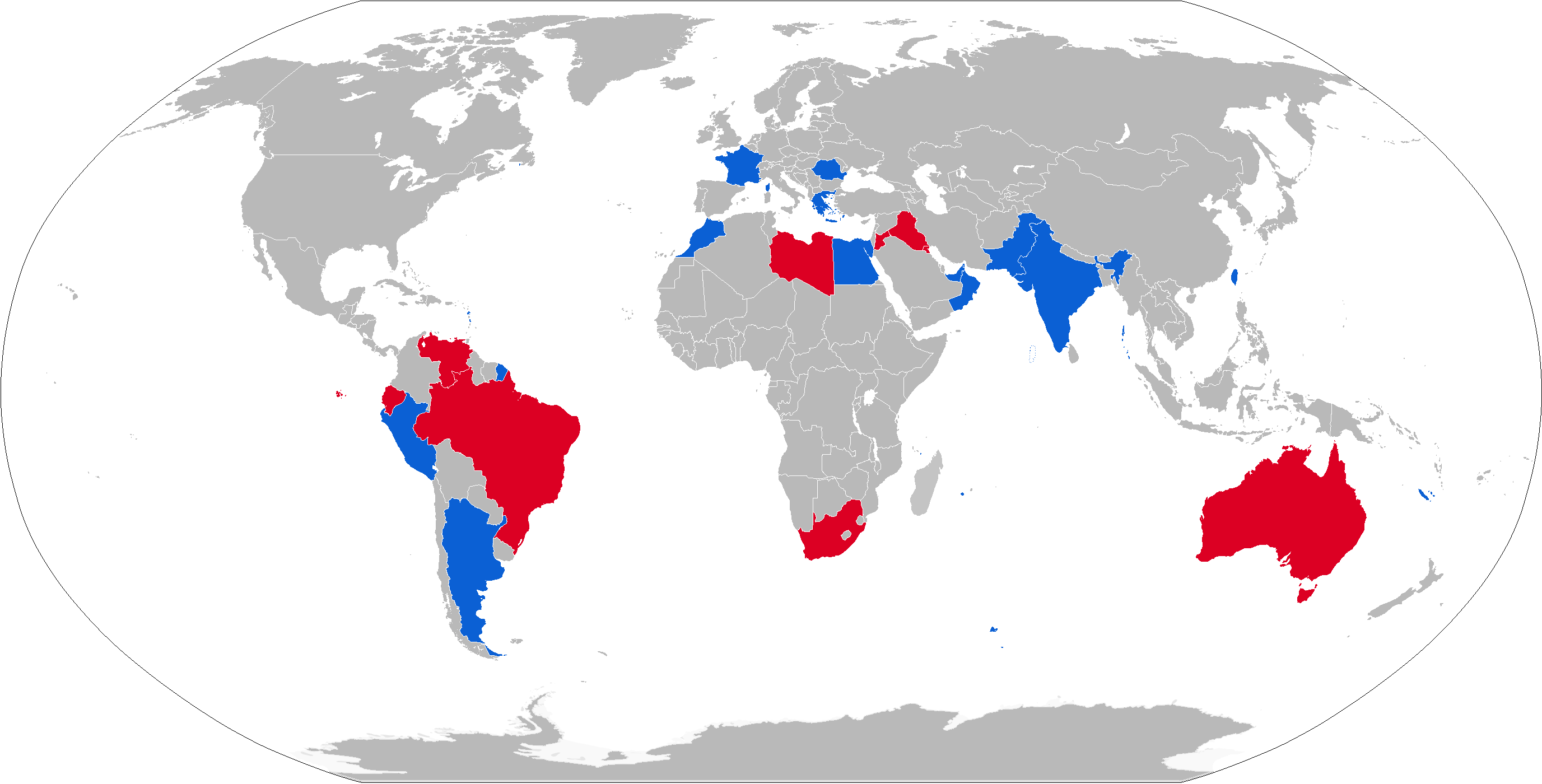
Operators:
Current
Former

### Hiện còn sử dụng
- Argentina Magic 1 trên máy bay chiến đấu Super Étendard
- Ai Cập
- Pháp
- Ấn Độ[7]
- Morocco[8]
- Oman
- Pakistan[9]
- România Magic 2 trên MiG-21 LanceR
- Peru Magic 1 và 2 trên Mirage 2000[10]
- Republic of China
- UAE[11]

### Các nước đã loại biên
- Argentina Magic 1 trên Mirage IIIEA, Dagger, và Mirage 5P Mara[12]
- Úc Magic 1 trên Mirage IIIO[13]
- Brasil Magic 2 trên Mirage 2000B/C
- Ecuador Magic 2 trên Mirage F1
- Hy Lạp Magic 2 trên Mirage 2000EGM
- Iraq Magic 1 và 2 trên Mirage F1
- Jordan
- Kuwait Magic 1 và 2 trên Mirage F1
- Libya[14]
- Nam Phi Magic 1 trên Mirage F1[15]
- Venezuela trên Mirage 50[16]

## Lịch sử hoạt động

### Hy Lạp
Vào ngày 8 tháng 10 năm 1996, 7 tháng sau khi căng thẳng leo thang ở Imia/Kardak, một chiếc Mirage 2000 của Hy Lạp đã phóng một tên lửa R550 Magic II và bắn rơi một chiếc F-16D của Thổ Nhĩ Kỳ trên Biển Aegea. Phi công chính thiệt mạng, trong khi phi công phụ nhảy dù ra ngoài và bị Hy Lạp bắt giữ. Tháng Tám năm 2012, sau khi một chiếc RF-4E của Thổ Nhĩ Kỳ bị bắn rơi trên Bờ biển Syria , để trả lời câu hỏi của quốc hội, Bộ trưởng Quốc phòng Thổ Nhĩ Kỳ İsmet Yılmaz xác nhận rằng một chiếc F-16D Block 40 của Không quân nước này đã bị một chiếc Mirage 2000 của Hy Lạp bắn hạ bằng tên lửa R.550 Magic II vào ngày 8 tháng 10 năm 1996 trong không phận tranh chấp gần đảo Chios.

### South Africa
Lực lượng Không quân Nam Phi (SAAF) đã nhận được một số tên lửa R.550 trước khi lệnh cấm vận vũ khí quốc tế rộng rãi có hiệu lực vào năm 1977. Tên lửa được trang bị trên các máy bay Dassault Mirage F1. Các máy bay Mirage F1 của Nam Phi đã nhiều lần bắn tên lửa R550 đời đầu trong trận chiến ở Angola chống lại máy bay MiG-21 và MiG-23. Trong phần lớn các trường hợp tên lửa đều không thể gây sát thương hoặc tiêu diệt được máy bay MiG. Trong cuộc giao tranh giữa Mirage F1CZ và MiG-21 vào tháng 10 năm 1982, Thiếu tá Rankin đã phóng hai tên lửa R.550 và một trong số chúng đã làm bị thương một chiếc MiG -21 của Angola. Nam Phi sau đó đã phát triển một tên lửa không đối không nội địa tên là V-3 Kukri.